# Rosemary Cramp
Pour les articles homonymes, voir Cramp.
Rosemary Jean Cramp, née le 6 mai 1929 à Cranoe, dans le Leicestershire, et morte le 27 avril 2023, est une archéologue britannique spécialiste des Anglo-Saxons.
Elle est la première femme professeure nommée à l'université de Durham où elle enseigne l'archéologie de 1971 à 1990. Elle est présidente de la Société des Antiquaires de Londres de 2001 à 2004.

## Jeunesse et formation
Rosemary Cramp est née le 6 mai 1929 à Cranoe, Leicestershire, en Angleterre. Elle grandit dans la ferme de son père, dans le Leicestershire,. Elle fait ses études au Market Harborough Grammar, à Market Harborough, Leicestershire.
Cramp étudie la langue et la littérature anglaise au St Anne's College, à l'Université d'Oxford. Elle en sort diplômée en art. Elle reste à St Anne pour faire un doctorat de troisième cycle diplôme en 1950 ; sa thèse traite de le rapport entre les preuves archéologiques et la poésie vieil-anglaise.

## Carrière universitaire et institutionnelle
Cramp commence sa carrière universitaire à l'Université d'Oxford. Elle est tutrice d'anglais au St anne's College de 1950 à 1955.
En 1955, elle travaille à l'université de Durham en tant que maîtresse de conférence en archéologie. Le département d'archéologie est officiellement créé l'année suivante, en 1956, et se spécialise en archéologie romaine et anglo-saxonne. Elle effectue des fouilles archéologiques en Angleterre au cours des années 1950 et 1960,. Elle est promue en 1966. Elle devient la première femme professeure de l'université de Durham, quand elle est nommée en archéologie en 1971. Elle prend sa retraite en 1990 et est nommée Professeure émérite. En 1992, elle est chercheuse invitée au All Souls College d'Oxford.
En dehors de son travail universitaire, elle occupe un certain nombre de positions dans le milieu scientifique. De 1975 à 1999, elle est membre de la Royal Commission on the Ancient and Historical Monuments of Scotland. Elle est consultante du British Museum entre 1978 et 1998. De 1984 à 1989, elle est aussi membre de la  Historic Buildings and Monuments Commission for England. Elle est présidente du service des données archéologiques de 1996 à 2001.
Elle est présidente du Council for British Archaeology de 1989 à 1992, puis vice-présidente honoraire après 1992. Elle est présidente de la Société pour l'Archéologie des églises, de 1996 à 2000. De 1992 à 1997, elle est vice-présidente du Royal Archaeological Institute. Elle est présidente de la Société des Antiquaires de Londres, de 2001 à 2004.

## Récompenses
Rosemary Crampe est élue à la Society of Antiquaries of London (FSA) le 8 janvier 1959. En 2006, elle élue à la British Academy (FBA). En 2008, elle reçoit la médaille d'or de la Société des antiquaires de Londres, « pour les éminents services rendus à l'archéologie ». Elle est membre de la Society of Antiquaries of Newcastle upon Tyne depuis 1958
En 1987, elle est distinguée commandeur de l'Empire britannique (CBE). Aux honneurs de l'anniversaire de la Reine, en 2011, elle est promue dame commandeur de l'Empire britannique (DBE) « pour ses services rendus à la connaissance ».
Elle a en outre reçu des doctorats honoris causa décernés par les universités de Bradford, de Cork, de Durham et de Leicester.
Un ouvrage de mélanges, intitulé Image and Power in the Archaeology of Early Medieval Britain: Essays in Honour of Rosemary Cramp est publié en son honneur en 2001.

## Publications
- (en) R. J. Cramp et J. T. Lang, A Century of Anglo-Saxon Sculpture, Newcastle, Frank Graham, 1977 (ISBN 978-0-85983-099-7)
- (en) Rosemary Cramp, Corpus of Anglo-Saxon stone sculpture in England : Volume I, County Durham and Northumberland, Oxford, Oxford University Press, 1984, 337 p. (ISBN 0-19-726012-8)
- (en) Rosemary Cramp, Corpus of Anglo-Saxon Stone Sculpture : General Introduction, Oxford, Oxford University Press, 1984 (ISBN 0-85672-478-5)
- (en) Richard N. Bailey et Rosemary Cramp, Corpus of Anglo-Saxon stone sculpture in England : Volume II, Cumberland, Westmorland and Lancashire North-of-the-Sands, Oxford, Oxford University Press, 1988, 227 p. (ISBN 0-19-726036-5)
- (en) Rosemary Cramp, Grammar of Anglo-Saxon ornament : a general introduction to the "Corpus of Anglo-Saxon stone sculpture", Oxford, Oxford University Press, 1991, 51 p. (ISBN 0-19-726098-5)
- (en) Rosemary Cramp, Studies in Anglo-Saxon sculpture, Londres, Pindar Press, 1992, 357 p. (ISBN 978-0-907132-61-5)
- (en) R. Cramp, Wearmouth and Jarrow Monastic Sites, Volume 1, English Heritage, 2005 (ISBN 978-1-84802-218-8)
- (en) R. Cramp, Wearmouth and Jarrow Monastic Sites, Volume 2, English Heritage, 2006 (ISBN 978-1-84802-219-5)
- (en) Rosemary Cramp, Corpus of Anglo-Saxon stone sculpture in England : Volume VII, South-West England, Oxford, Oxford University Press, 2005, 446 p. (ISBN 978-0-19-726334-1, lire en ligne)
- (en) Rosemary Cramp, The Hirsel Excavations, Society for Medieval Archaeology, 2014 (ISBN 978-1-909662-35-3)